# Roewe 950
La Roewe 950 è un'autovettura prodotta dalla casa automobilistica cinese Roewe dal 2012 al 2019.

## Descrizione
La 950 è stata presentata al pubblico al salone di Pechino 2012, con la produzione che è partita in aprile dello stesso anno.
La 950 rappresenta l’ammiraglia del marchio Roewe ed è basata sulla piattaforma GM Epsilon II e condivide molte componenti con la Buick LaCrosse e la Opel Insignia. La vettura è il risultato di una joint venture tra la SAIC e la General Motors che producono in Cina molti modelli a marchio Buick.
La 950 è alimentata da una gamma di motori di origine General Motors tra cui: un quattro cilindri da 2,0 litri Ecotec che produce 147 CV a 6.200 giri/min e 190 Nm a 4.600, un 2,4 litri Ecotec da 186 CV a 6.200 rpm e 240 Nm a 4.800 giri/min; un V6 da 3,0 litri 258 CV a 6.800 giri/min e 296 Nm a 5600 giri/min, con una velocità massima dichiarata di 215 km/h: L'unica trasmissione disponibile è un automatico a sei velocità.
Nel 2015 la gamma motori si arricchisce del 1.8 Turbo quattro cilindri alimentato a benzina erogante 185 CV e omologato Euro 6.

### Restyling 2017

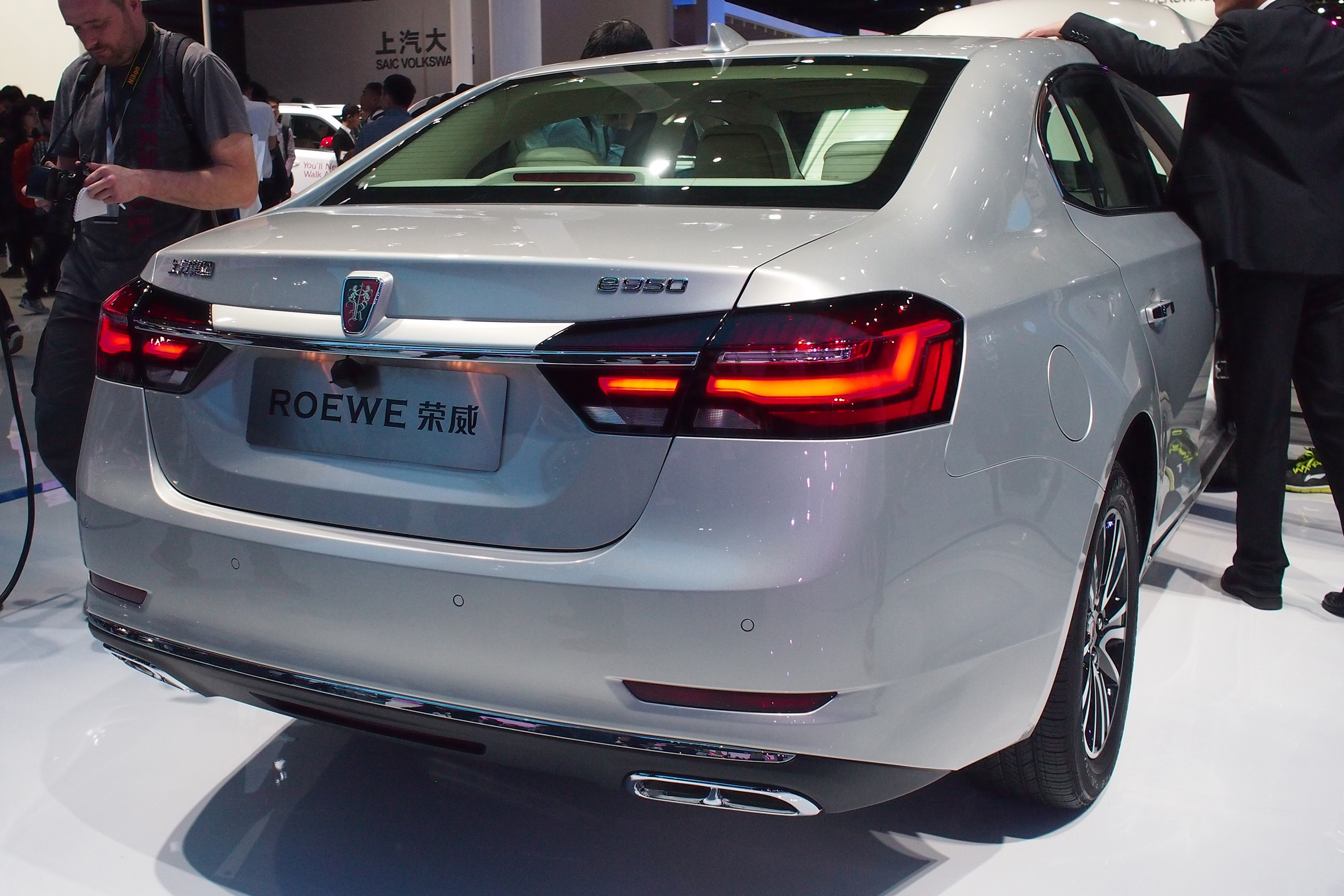
Roewe 950 restylng 2017

Nel 2017, la vettura è stata sottoposta a un restyling, con introduzione di un nuovo frontale in linea con i veicoli Roewe contemporanei e simile alla concept car elettrica Roewe Vision-R. Anche il posteriore è stata rivisto, con nuove luci a LED e una nuova striscia cromata orizzontale posta sopra la targa.

### Roewe 950 fuel cell
Al salone di Pechino del 2014, è stato esposto una variante a celle di combustibile alimentate a idrogeno con un'autonomia dichiarata di 400 km. La produzione è iniziata nell'aprile 2016.

### Roewe e950

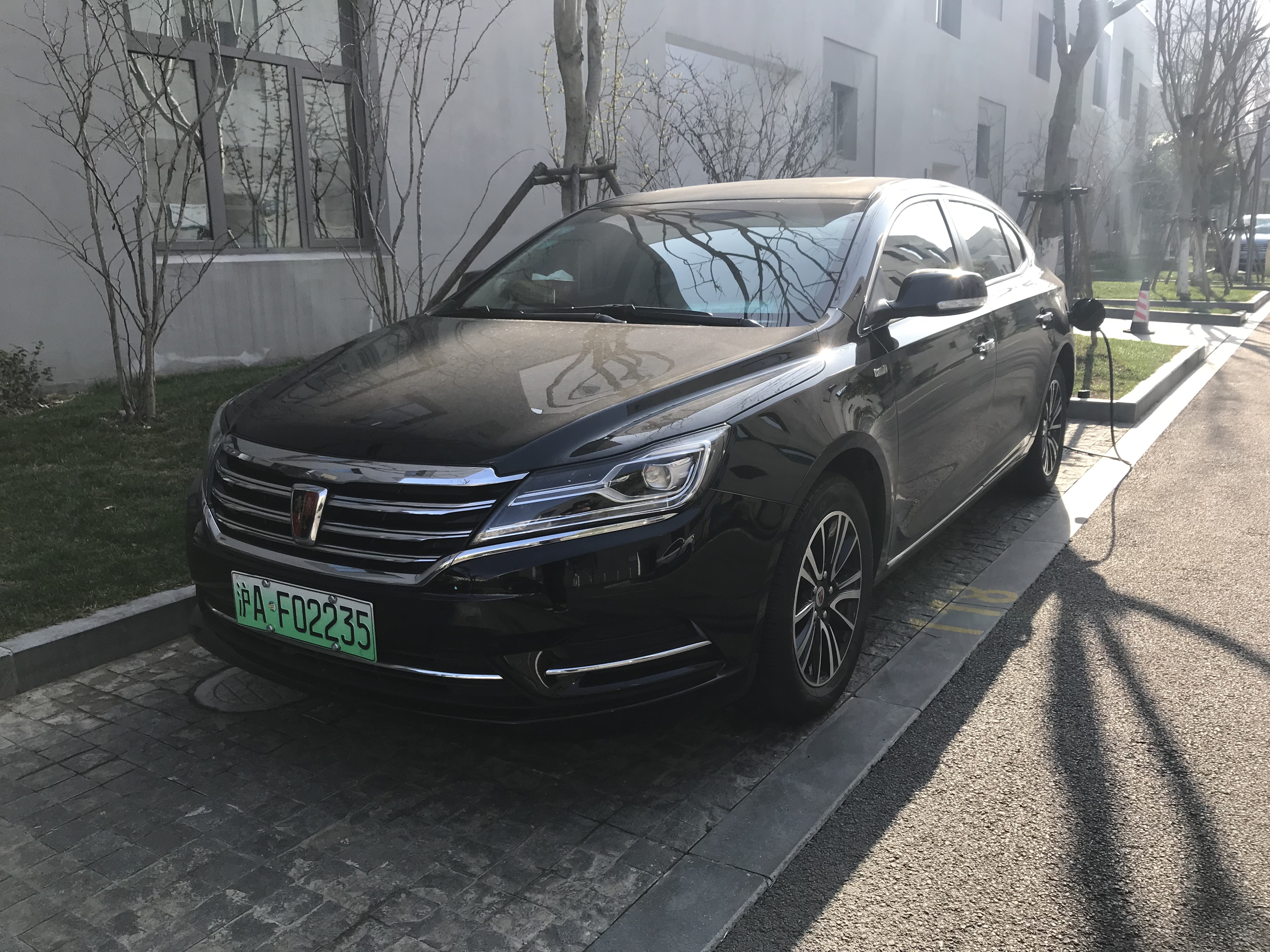
Roewe e950

La versione ibrida denominata Roewe e950 è stata presentata nel 2017, poco prima del restyling.